# Pojačavanje alkoholne jakosti
Pojačavanje alkoholne jakosti ili povećanje volumnog udjela alkohola je tehnološki postupak povećanje volumnih udjela alkohola (volumne alkoholne jakosti) u masulju, moštu, moštu u fermentaciji dodavanjem šećera.